# André Buffard
Pour les articles homonymes, voir Buffard.
André Buffard, né le 28 novembre 1948 à Saint-Étienne, est un avocat français. Il est connu pour avoir notamment défendu le terroriste Carlos, Pierre Chanal ou bien encore Jean-Claude Romand.

## Carrière d'avocat
Avocat inscrit au barreau de Saint-Étienne depuis 1972, il oriente sa carrière vers le droit pénal et acquiert la spécialisation en droit pénal.
Jusqu'à aujourd'hui, il a plaidé plusieurs centaines de fois devant une trentaine de cours d'assises de France. Il a participé à des procès avec des confrères illustres de la génération qui le précède : Émile Pollack, Jacques Isorni, André Soulier ou Jacques Vergès, puis plus récemment Olivier Metzner ou Éric Dupond-Moretti. 
Son nom est attaché à plusieurs affaires comme celle des « disparus de Mourmelon » dans laquelle il défend l’adjudant Pierre Chanal ou encore Jean-Claude Romand, le faux médecin de l’Ain, auteur d’un quintuple meurtre, affaire qui a inspiré le roman d'Emmanuel Carrère et le film de Nicole Garcia.
Il a plaidé pour des membres des Brigades rouges et, aux côtés de Jacques Vergès, pour la défense du noyau dur du groupe Action directe. Il a également été l’avocat du terroriste Ilich Ramírez Sánchez dit « Carlos ».
Quelques autres affaires dans lesquelles il est intervenu :
- Rapt de Christophe Mérieux devant les assises du Rhône ;
- Pascal Blanc[1] « le tueur de l'Ardèche », auteur d'un quadruple homicide, jugé à Privas ;
- « Les tueurs à la 205 rouge »[2], devant la cour d'assises de l'Isère ;
- Le procès d'Alain Carignon, Ministre et Maire de Grenoble, au Tribunal Correctionnel de Lyon et devant la Cour d'Appel ;
- Magali Rossi[3] jugée pour le meurtre du boulanger de Saint-Just-Saint-Rambert ;
- L'affaire Jamila Belkacem[4], "l'empoisonneuse", aux assises du Rhône ;
- Karim Tahir[5] auteur de l'évasion spectaculaire en hélicoptère de la Centrale de Moulins ;
- L'affaire des faux passeports du football français ;
- L’affaire Gournier[6], en qualité de partie civile devant les Assises de la Loire ;
- L'affaire de l'infirmière mise en examen pour le meurtre d'un nourrisson et finalement relaxée à Nouméa (Nouvelle-Calédonie) ;
- L'affaire Gletty, assassiné par son assistante, partie civile devant les assises de la Loire ;
- L'affaire de Valérie Trierweiler détournement de fonds publics ;
- L'affaire Benoît Nayme, ingénieur français assassiné en Angola ;
- La défense du Maire de Firminy mis en cause pour agression sexuelle ;
- L'affaire Gabriel FORTIN dit le tueur des DRH[7]

Il a également accompagné et conseillé des clients célèbres tels que des acteurs ou actrices (Christophe Lambert, Pierre Richard, Fabienne Thibeault ou Sonia Rolland) et des peintres comme Didier Chamizo.
Il a participé à de nombreuses émissions de télévision, notamment la série Faites entrer l'accusé avec Christophe Hondelatte ou des épisodes d'Enquêtes criminelles et de Secrets d'Actualités avec Laurent Delahousse. 
Il reste fortement attaché à sa région d'origine et son cabinet d'avocats est situé à Saint-Étienne.

### Carrière d'avocat dans le sport

#### Football
En 1972, Me Buffard a rédigé le statut juridique des footballeurs opérant en France, premier ouvrage universitaire accompagnant la reconnaissance en droit français du contrat à durée déterminée pour les joueurs de football.
En 1978, il intègre le conseil d'administration de l'A.S. Saint-Étienne, chargé de l'information, et devient rédacteur en chef de la revue ASSE Actualités, journal officiel du club de football qui comptait alors 10 000 abonnés. Lors du scandale de la « Caisse Noire » en 1982, il devient un des leaders de la contestation contre les dérives du Président charismatique du club : Roger Rocher. Il occupera alors le poste de vice-président pendant la durée de la crise et participera à la mise en place d'André Laurent et de son équipe puis démissionne de tous ses mandats.
À partir de 1983, il devient conseiller de nombreux clubs, joueurs, entraîneurs et agents. Il collabore ainsi avec Jean-Luc Lagardère qui avait repris le Racing Club de Paris devenu le construisait le Matra Racing, il assiste en particulier le club lors de la signature et du contrat de transfert de l'uruguayen Enzo Francescoli de River Plate au Racing.
Il négocie des transferts de joueurs sud américains vers l'Europe à Buenos Aires, Bogota et Rio de Janeiro.
Sa longue collaboration avec l'agent de joueurs Alain Migliaccio le fait intervenir pour assister Maxime Bossis, Manuel Amoros, Pascal Olmeta, William Ayache ou encore Yannick Stopyra. Il défend également les intérêts de nombreux « anciens verts » : de Michel Platini à Dominique Rocheteau en passant par Ivan Curkovic, Johnny Rep ou Oswaldo Piazza. Il assiste également dans leurs opérations de transfert internationaux l'argentin Alberto Tarantini, le colombien Carlos Valderrama, l'algérien Rabah Madjer ou encore le brésilien Julio César. Il assiste également Éric Cantona lors de ses transferts d'Auxerre à Marseille puis à Bordeaux et au Montpellier Herault, et à l'occasion de ses démêlés en 1988 avec la Fédération française de football, après qu'il a insulté le sélectionneur national Henri Michel.
Il est dans le même temps missionné par plusieurs clubs français afin de résoudre des litiges (qu'ils rencontraient) lors des opérations de transfert de joueurs ou dans la gestion des clubs professionnels. Ainsi il représente le Paris Saint Germain ou le Montpellier Hérault Sport Club. Il est durant plusieurs années l'avocat de l'OGC Nice.
À l'étranger, il intervient pour des clubs prestigieux comme Liverpool ou le Zénit Saint-Pétersbourg.
Dans le même temps, et sous l'ère de Guy Roux, il devient l'avocat de l'UNECATEF, syndicat français des entraîneurs de football, et défend entre autres, le polonais Andreij Szarmach, Raymond Keruzoré, Aimé Jacquet, Jacques Santini ou Élie Baup.
Il s'est retrouvé aux côtés des joueurs mis en cause dans l’affaire des faux passeports qui secouera le football français : les joueurs de l'AS Saint-Etienne brésiliens Alex Dias de Almeida et Aloísio José da Silva, l’ukrainien Maxym Levytsky et le chilien de l’AS Monaco, Pablo Contreras.
À la longue liste des acteurs du monde du football qu'il a assistés, on peut ajouter Fabien Barthez ou Youri Djorkaeff, et, plus récemment, le joueur ivoirien Didier Zokora, le Sénégalais Bayal Sall, l'entraîneur Laurent Roussey ou le club russe du Zénit Saint-Pétersbourg dans le procès qui opposera le club à l'ASSE et pour lequel il obtiendra gain de cause.
Il poursuit aujourd'hui ses activités d'avocat auprès des joueurs de football, entraîneurs, clubs ou agents.

#### Autres sports
Me Buffard est également intervenu à plusieurs reprises dans le monde des sports mécaniques, comme aux côtés des champions de moto belge Gaston Rahier et français Cyril Neveu, ou en sport automobile, conseillant par exemple Paul Belmondo ou Pierre-Henri Raphanel.
Il a été également avocat d'Aravane Rezaï, joueuse de tennis française.

## Distinction
Il a reçu les insignes de chevalier de la Légion d'honneur en 2007
, des mains du garde des Sceaux Pascal Clément.

## Publications
- Le statut juridique des footballeurs opérant en France[8], Lyon, université Lyon II, 1972
- Le scandale vert, Paris, Éditions Horvath, 1983
- Carton rouge (coauteur avec Me André Soulier), Paris, Éditions no 1, 1994
- Mort d'un présumé innocent, Paris, Ramsay, 2005
- Le jeu de la défense, Paris, Plon, sortie le 14 juin 2018
- Jeux de dames, Paris, Filature, 2020
- L'affaire Thomas Royer, Filature, 2021